# Schiff der Zukunft
Das Schiff der Zukunft war ein ab Anfang der 1980er Jahre durchgeführtes Forschungsprogramm im deutschen Schiffbau. Ziel des Programms, an dem sich außer mehreren großen Reedereien und zahlreichen weiteren Unternehmen auch die Bundesanstalt für Arbeitsschutz und Arbeitsmedizin beteiligte, war eine Verbesserung der Wirtschaftlichkeit und Sicherheit der Schiffe, sowie deren ergonomische und lebenswerte Gestaltung.

## Einzelheiten
Wesentliche Punkte des Programms, die in den Reedereien verschieden umgesetzt wurden, waren unter anderem:
- Erhöhung des Automationsgrades der Schiffe;
- Höhere Integration des Schiffsbetriebs im Maschinen- und Brückenbereich (dort als sogenannte „Schiffsführungszentrale“);
- Erstmaliger Einsatz des Scoopkühlers auf einem Motorschiff;
- Bei einigen Reedereien die Einführung einer Schiffsbetriebszentrale als Kombination aus Kommandobrücke und Maschinenleitstand;
- Ergonomische Durchbildung und bessere Gestaltung der Arbeitsbereiche der Schiffe (unter anderem mit sogenannten „Cockpitbrücken“);
- Farblich abgestimmte und soziale Kontakte fördernde Gestaltung der Lebens- und Freizeitbereiche;
- Erhöhung der Sicherheit, insbesondere durch die als sogenannte „Rettungssatelliten“ propagierten Freifallrettungsboote.

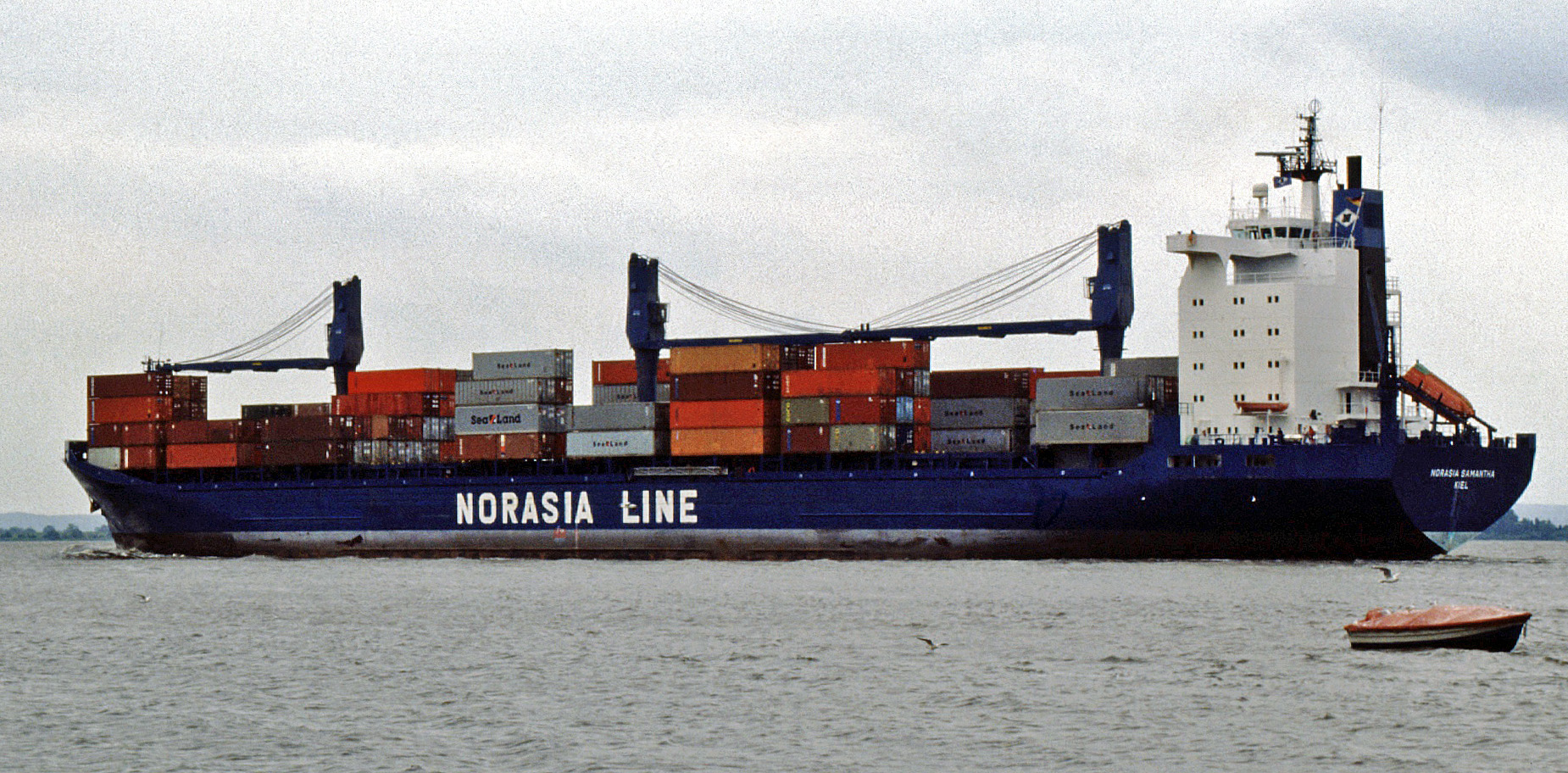
Norasia Samantha, das erste Schiff der Serie

Das erste nach diesen Entwicklungen gebaute Schiff der Zukunft war das 1985 bei der Kieler Howaldtswerke-Deutsche Werft (HDW) erstellte Containerschiff Norasia Samantha. Schon 1986 folgten bei HDW die größeren aber nach denselben Grundsätzen gestalteten Schiffe Norasia Princess und Norasia Pearl. Bis 1989 wurde die analog zum Forschungsprogramm ebenfalls als HDW Schiff der Zukunft bezeichnete Bauserie auf zehn Einheiten ausgebaut. Diese 187 Meter langen Schiffe hatten nur 15 Mann Mindestbesatzung.
Der Autor Rolf Herrmann kommt zehn Jahre nach dem Abschluss des Projekts in seiner Bilanz zu dem Fazit, dass sich die wirtschaftlich vorteilhaften Teile des Schiffs der Zukunft auch international durchsetzen konnten, während andere Punkte, wie beispielsweise die Gestaltung der Lebens- und Freizeitbereiche nach den im Programm gewonnenen Erkenntnissen wieder verschwanden.